# Kiyotake Kawaguchi
Kiyotake Kawaguchi (川口 清健 Kawaguchi Kiyotake?,  3 de diciembre de 1892 - 16 de mayo de 1961) fue un general del Ejército Imperial Japonés durante la Segunda Guerra Mundial.

## Biografía
Nacido en la prefectura de Kōchi, Kawaguchi se graduó en la 26.ª promoción de la Academia del Ejército Imperial Japonés en 1914, y de la 34.ª promoción de la Escuela Militar del Ejército Imperial Japonés en 1922. Durante la Primera Guerra Mundial dirigió un campo de prisioneros alemanes, donde destacó por el correcto trato de los prisioneros. Pasó la mayor parte de los años 20 y 30 ocupando diferentes posiciones de estado mayor en el Ejército del Norte de China y en Japón, antes de ser ascendido a General de brigada en 1940.
En 1940, Kawaguchi fue designado como comandante en jefe de la 35.ª Brigada de Infantería. Esta unidad estaba asignada al Ejército del Sur y estaba formada por unidades de la 18.ª División. La brigada de Kawaguchi llevó a cabo una serie de desembarcos en Borneo entre diciembre de 1941 y enero de 1942; en Miri, Kuching, Brunéi, Jesselton, Beaufort, la Isla de Labuan y Sandakan. Sus experiencias en Borneo le convencieron erróneamente de las ventajas del transporte naval en barcaza. 
Durante la última fase de la invasión japonesa de Filipinas, su brigada desembarcó en Cebú en marzo de 1942 y en Mindanao el mes siguiente. Como comandante de las fuerzas del ejército en Cebú tras la invasión de Filipinas en 1942, Kawaguchi protestó enérgicamente contra las ejecuciones de oficiales del gobierno filipino y miembros de la corte suprema ordenadas por las autoridades japonesas, en particular por el coronel Masanobu Tsuji. En su opinión, "disparar a sangre fría a un oponente vencido era una violación del código del Bushido-" Sus protestas le ganaron la enemistad de Tsuji, que usó su cualquier oportunidad que se le presentó para asignar a Kawaguchi a zonas del frente en las que tuviera pocas oportunidades de regresar con vida.
Aunque su unidad estaba destinada inicialmente al frente de Nueva Guinea, tras el inicio de la ofensiva aliada en las Salomón, Kawaguchi y su 35.ª Brigada fue destinada a Guadalcanal como refuerzo del 17.º Ejército entre agosto y septiembre de 1942. Kawaguchi intuyó de forma acertada que la campaña de Guadalcanal sería un punto de inflexión dentro del conflicto. Durante el traslado a Guadalcanal y tras la derrota japonesa en la Batalla de las Salomón Orientales, el convoy que trasladaba a la unidad de Kawaguchi, sin cobertura aérea, fue duramente atacado por fuerzas aéreas aliadas, forzando su retirada con numerosas bajas. Ante la necesidad de reforzar la isla sin protección aérea, el Ejército japonés recurrió al “Tokyo Express” y al uso de barcazas para transportar el resto de la unidad a Guadalcanal. Kawaguchi estaba tan confiado de su victoria en Guadalcanal que llevó consigo su traje de gala para poder utilizarlo durante la rendición de Alexander Vandegrift. Sin embargo, el traje fue capturado por Raiders del Cuerpo de Marines durante un asalto a la base de suministros de Kawaguch en Tasimboko.
Durante la batalla de Edson's Ridge, el 13 de septiembre de 1942, la unidad de Kawaguchi fue derrotada, sufriendo enormes bajas y forzando su retirada. Debido a la contundente derrota, Kawaguchi fue relevado del mando y enviado a Rabaul para explicar su fracaso a Haruyoshi Hyakutake, comandante en jefe del 17.º Ejército. Kawaguchi regresaría a Guadalcanal con Hyakutake, al mando de un destacamento de la 2.ª División. Su unidad formaría el flanco derecho del ataque sobre el Aeródromo Henderson. Kawaguchi pensó que su unidad tendría más éxito si atacaba desde el sureste, pero no logró informar a sus superiores del cambio de plan, y su ataque llegó tarde y descoordinado.
Kawaguchi fue rápidamente relevado, regresando a Tokio y asignado a la reserva en 1943. Tras recuperarse de una larga enfermedad, se le dio el mando de las defensas de la Isla de Tsushima en marzo de 1945.
Tras la guerra, Kawaguchi fue arrestado por las autoridades aliadas de ocupación, siendo juzgado y condenado por crímenes de guerra, incluyendo su complicidad en la ejecución del Juez de la Corte suprema de Filipinas, José Abad Santos. Cumplió la condena en la Prisión de Sugamo desde 1946 a 1953, algo que no deja de ser irónico debido a su fuerte oposición a las atrocidades ordenadas por el coronel Masanobu Tsuji. Kawaguchi murió en Japón en 1961.
Kawaguchi fue un oficial con gran personalidad, en ocasiones hasta el punto de la insubordinación. Para Kawaguchi, las órdenes servían únicamente como una guía de acción, confiando más en la improvisación y en el sentido común, y para muchos historiadores, Kawaguchi fue el oponente más capaz con el que se encontró Vandegriff en Guadalcanal. Para los estándares del Ejército Japonés, Kawaguchi era un oficial inusualmente cercano a la tropa, y en una ocasión regaló una lata de sardinas que había traído personalmente de Japón a un hombre al que le habían asignado una misión peligrosa.